# Rekwestmeester (Frankrijk)

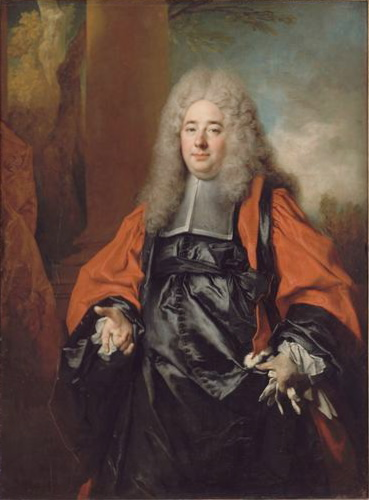
Louis-Urbain Le Peletier, Rekwestmeester, door Nicolas de Largillierre (1656-1746), Paleis van Versailles

De titel rekwestmeester wordt sinds de middeleeuwen in Frankrijk verleend aan bepaalde hoge ambtsdragers in de gerechtelijke en bestuurlijke sector.

## In Frankrijk, tijdens het Ancien Régime
Vanaf de Middeleeuwen waren de meesters van gewone verzoekschriften bij de koning uitvoerders en eigenaars van een zeer aanzienlijke functie die onder Lodewijk XIV bijzonder duur in de aankoop werd. Het ambt kostte 200.000 Franse pond in 1710 en 100.000 pond in 1750. Om rekwestmeester te worden was ervaring van zes jaar als rechter bij een hoger gerechtshof (zoals een parlement of een rekenkamer) noodzakelijk. Kinderen van magistraten aan deze hoven kregen echter een korting van drie jaar op de leerperiode.
Oorspronkelijk vormden de rekwestmeesters de rechtbank van de verzoekschriften bij de koning. Een overblijfsel van deze oorspronkelijke functie was in de achttiende eeuw het gebruik dat twee onder hen op zon- en feestdagen de koning naar de mis begeleidden en zich nabij zijn bidstoel opstelden. Op de terugweg naar zijn verblijf namen zij verzoek- en smeekschriften in ontvangst. Ze waren gerechtigd autonoom te beslissen over zaken betreffende zegels, boeken en drukpers, zowel als uitvoering van besluiten van de Koninklijke Raad.
De rekwestmeesters waren medewerkers onder direct toezicht van de Kanselier van Frankrijk (formeel de hoogste ambtsdrager van het koninkrijk). Hun aandeel aan de gerechtelijke arbeid bestond uit hun deelname aan de 'scéances du sceau' (audiënties van de zegelbewaarder, die min of meer de minister van justitie was) en het 'Conseil des parties' ('Raad van de Partijen', de hoogste privaat- en burgerrechtelijke instantie). Ze hielden om de drie maanden zitting. Elk kwartaal had zijn eigen decaan. De decaan der decanen had de rang van hoogste bestuursrechter. De rechters woonden de Raad staande en met ontbloot hoofd bij. Ze waren leden van het parlement van Parijs, aan de zittingen waarvan maximaal vier onder hen konden deelnemen. Ze konden alleen ter verantwoording worden geroepen door de verzamelde kamers van het parlement.
Ze werden dikwijls opgeroepen om verslag uit te brengen in de regeringsraad. Op grond van hun vorming als rechters en bestuurders vormden zij een natuurlijk reservoir waaruit zeer hoge functionarissen en leden van de koninklijke regering werden gekozen: hoogste bestuursrechters, intendanten van provincies, financiën, handel, financiële commissarissen, luitenant-generaals van de politie enz.
Er waren 98 Franse rekwestmeesters in 1689 en 88 in 1723. Lodewijk XV verlaagde het aantal tot 80 in 1752.

## In Frankrijk, sinds 1800
In Frankrijk zijn de rekwestmeesters bij de Raad van State leden van de Raad van State met de rang van rekwestmeester, tussen de rang van auditeur eerste klasse en hoogste bestuursrechter in.